# Molpadia intermedia
Molpadia intermedia är en sjögurkeart som först beskrevs av Ludwig 1894.  Molpadia intermedia ingår i släktet Molpadia och familjen Molpadiidae. Inga underarter finns listade i Catalogue of Life.